# Кляцкин, Михаил Герцович
Михаил Герцович Кляцкин (25 февраля 1897, Варшава — 14 апреля 1926, Москва) — советский шахматист и шахматный композитор. Юрист, младший брат военного учёного И. Г. Кляцкина.

## Биография
Занимал должность заведующего Отделом Опубликования Законов СНК СССР, консультант Отдела Законодательных Предположений Народного Комиссариата Юстиции.
Разделил 1-2-е место в побочном турнире Всероссийской шахматной олимпиады (1920). Выиграл матч у А. Ильина-Женевского (1926), сыграл вничью матчи с Н. Григорьевым и В. Ненароков.
Защита, носящая имя А. Алехина, первоначально разработана Кляцкиным.
С 1922 опубликовал около 30 этюдов. Автор ряда оригинальных идей в области темы позиционной ничьей, в том числе вечного преследования фигур.
Скончался 14 апреля 1926 года после тяжелой болезни легких. Похоронен на Дорогомиловском кладбище.

## Этюды
|   | a | b | c | d | e | f | g | h |   |
| - | --- | --- | --- | --- | --- | --- | --- | --- | - |
| 8 | f7 чёрная пешка · h7 чёрный слон · e6 чёрная пешка · f6 белая пешка · g6 чёрный король · h6 чёрная пешка · d5 чёрная пешка · e5 белая пешка · h5 чёрная пешка · b4 чёрная пешка · d4 белая пешка · h4 белая пешка · b3 чёрная пешка · e3 белый король · h3 белая пешка · b2 белая пешка | f7 чёрная пешка · h7 чёрный слон · e6 чёрная пешка · f6 белая пешка · g6 чёрный король · h6 чёрная пешка · d5 чёрная пешка · e5 белая пешка · h5 чёрная пешка · b4 чёрная пешка · d4 белая пешка · h4 белая пешка · b3 чёрная пешка · e3 белый король · h3 белая пешка · b2 белая пешка | f7 чёрная пешка · h7 чёрный слон · e6 чёрная пешка · f6 белая пешка · g6 чёрный король · h6 чёрная пешка · d5 чёрная пешка · e5 белая пешка · h5 чёрная пешка · b4 чёрная пешка · d4 белая пешка · h4 белая пешка · b3 чёрная пешка · e3 белый король · h3 белая пешка · b2 белая пешка | f7 чёрная пешка · h7 чёрный слон · e6 чёрная пешка · f6 белая пешка · g6 чёрный король · h6 чёрная пешка · d5 чёрная пешка · e5 белая пешка · h5 чёрная пешка · b4 чёрная пешка · d4 белая пешка · h4 белая пешка · b3 чёрная пешка · e3 белый король · h3 белая пешка · b2 белая пешка | f7 чёрная пешка · h7 чёрный слон · e6 чёрная пешка · f6 белая пешка · g6 чёрный король · h6 чёрная пешка · d5 чёрная пешка · e5 белая пешка · h5 чёрная пешка · b4 чёрная пешка · d4 белая пешка · h4 белая пешка · b3 чёрная пешка · e3 белый король · h3 белая пешка · b2 белая пешка | f7 чёрная пешка · h7 чёрный слон · e6 чёрная пешка · f6 белая пешка · g6 чёрный король · h6 чёрная пешка · d5 чёрная пешка · e5 белая пешка · h5 чёрная пешка · b4 чёрная пешка · d4 белая пешка · h4 белая пешка · b3 чёрная пешка · e3 белый король · h3 белая пешка · b2 белая пешка | f7 чёрная пешка · h7 чёрный слон · e6 чёрная пешка · f6 белая пешка · g6 чёрный король · h6 чёрная пешка · d5 чёрная пешка · e5 белая пешка · h5 чёрная пешка · b4 чёрная пешка · d4 белая пешка · h4 белая пешка · b3 чёрная пешка · e3 белый король · h3 белая пешка · b2 белая пешка | f7 чёрная пешка · h7 чёрный слон · e6 чёрная пешка · f6 белая пешка · g6 чёрный король · h6 чёрная пешка · d5 чёрная пешка · e5 белая пешка · h5 чёрная пешка · b4 чёрная пешка · d4 белая пешка · h4 белая пешка · b3 чёрная пешка · e3 белый король · h3 белая пешка · b2 белая пешка | 8 |
| 7 | f7 чёрная пешка · h7 чёрный слон · e6 чёрная пешка · f6 белая пешка · g6 чёрный король · h6 чёрная пешка · d5 чёрная пешка · e5 белая пешка · h5 чёрная пешка · b4 чёрная пешка · d4 белая пешка · h4 белая пешка · b3 чёрная пешка · e3 белый король · h3 белая пешка · b2 белая пешка | f7 чёрная пешка · h7 чёрный слон · e6 чёрная пешка · f6 белая пешка · g6 чёрный король · h6 чёрная пешка · d5 чёрная пешка · e5 белая пешка · h5 чёрная пешка · b4 чёрная пешка · d4 белая пешка · h4 белая пешка · b3 чёрная пешка · e3 белый король · h3 белая пешка · b2 белая пешка | f7 чёрная пешка · h7 чёрный слон · e6 чёрная пешка · f6 белая пешка · g6 чёрный король · h6 чёрная пешка · d5 чёрная пешка · e5 белая пешка · h5 чёрная пешка · b4 чёрная пешка · d4 белая пешка · h4 белая пешка · b3 чёрная пешка · e3 белый король · h3 белая пешка · b2 белая пешка | f7 чёрная пешка · h7 чёрный слон · e6 чёрная пешка · f6 белая пешка · g6 чёрный король · h6 чёрная пешка · d5 чёрная пешка · e5 белая пешка · h5 чёрная пешка · b4 чёрная пешка · d4 белая пешка · h4 белая пешка · b3 чёрная пешка · e3 белый король · h3 белая пешка · b2 белая пешка | f7 чёрная пешка · h7 чёрный слон · e6 чёрная пешка · f6 белая пешка · g6 чёрный король · h6 чёрная пешка · d5 чёрная пешка · e5 белая пешка · h5 чёрная пешка · b4 чёрная пешка · d4 белая пешка · h4 белая пешка · b3 чёрная пешка · e3 белый король · h3 белая пешка · b2 белая пешка | f7 чёрная пешка · h7 чёрный слон · e6 чёрная пешка · f6 белая пешка · g6 чёрный король · h6 чёрная пешка · d5 чёрная пешка · e5 белая пешка · h5 чёрная пешка · b4 чёрная пешка · d4 белая пешка · h4 белая пешка · b3 чёрная пешка · e3 белый король · h3 белая пешка · b2 белая пешка | f7 чёрная пешка · h7 чёрный слон · e6 чёрная пешка · f6 белая пешка · g6 чёрный король · h6 чёрная пешка · d5 чёрная пешка · e5 белая пешка · h5 чёрная пешка · b4 чёрная пешка · d4 белая пешка · h4 белая пешка · b3 чёрная пешка · e3 белый король · h3 белая пешка · b2 белая пешка | f7 чёрная пешка · h7 чёрный слон · e6 чёрная пешка · f6 белая пешка · g6 чёрный король · h6 чёрная пешка · d5 чёрная пешка · e5 белая пешка · h5 чёрная пешка · b4 чёрная пешка · d4 белая пешка · h4 белая пешка · b3 чёрная пешка · e3 белый король · h3 белая пешка · b2 белая пешка | 7 |
| 6 | f7 чёрная пешка · h7 чёрный слон · e6 чёрная пешка · f6 белая пешка · g6 чёрный король · h6 чёрная пешка · d5 чёрная пешка · e5 белая пешка · h5 чёрная пешка · b4 чёрная пешка · d4 белая пешка · h4 белая пешка · b3 чёрная пешка · e3 белый король · h3 белая пешка · b2 белая пешка | f7 чёрная пешка · h7 чёрный слон · e6 чёрная пешка · f6 белая пешка · g6 чёрный король · h6 чёрная пешка · d5 чёрная пешка · e5 белая пешка · h5 чёрная пешка · b4 чёрная пешка · d4 белая пешка · h4 белая пешка · b3 чёрная пешка · e3 белый король · h3 белая пешка · b2 белая пешка | f7 чёрная пешка · h7 чёрный слон · e6 чёрная пешка · f6 белая пешка · g6 чёрный король · h6 чёрная пешка · d5 чёрная пешка · e5 белая пешка · h5 чёрная пешка · b4 чёрная пешка · d4 белая пешка · h4 белая пешка · b3 чёрная пешка · e3 белый король · h3 белая пешка · b2 белая пешка | f7 чёрная пешка · h7 чёрный слон · e6 чёрная пешка · f6 белая пешка · g6 чёрный король · h6 чёрная пешка · d5 чёрная пешка · e5 белая пешка · h5 чёрная пешка · b4 чёрная пешка · d4 белая пешка · h4 белая пешка · b3 чёрная пешка · e3 белый король · h3 белая пешка · b2 белая пешка | f7 чёрная пешка · h7 чёрный слон · e6 чёрная пешка · f6 белая пешка · g6 чёрный король · h6 чёрная пешка · d5 чёрная пешка · e5 белая пешка · h5 чёрная пешка · b4 чёрная пешка · d4 белая пешка · h4 белая пешка · b3 чёрная пешка · e3 белый король · h3 белая пешка · b2 белая пешка | f7 чёрная пешка · h7 чёрный слон · e6 чёрная пешка · f6 белая пешка · g6 чёрный король · h6 чёрная пешка · d5 чёрная пешка · e5 белая пешка · h5 чёрная пешка · b4 чёрная пешка · d4 белая пешка · h4 белая пешка · b3 чёрная пешка · e3 белый король · h3 белая пешка · b2 белая пешка | f7 чёрная пешка · h7 чёрный слон · e6 чёрная пешка · f6 белая пешка · g6 чёрный король · h6 чёрная пешка · d5 чёрная пешка · e5 белая пешка · h5 чёрная пешка · b4 чёрная пешка · d4 белая пешка · h4 белая пешка · b3 чёрная пешка · e3 белый король · h3 белая пешка · b2 белая пешка | f7 чёрная пешка · h7 чёрный слон · e6 чёрная пешка · f6 белая пешка · g6 чёрный король · h6 чёрная пешка · d5 чёрная пешка · e5 белая пешка · h5 чёрная пешка · b4 чёрная пешка · d4 белая пешка · h4 белая пешка · b3 чёрная пешка · e3 белый король · h3 белая пешка · b2 белая пешка | 6 |
| 5 | f7 чёрная пешка · h7 чёрный слон · e6 чёрная пешка · f6 белая пешка · g6 чёрный король · h6 чёрная пешка · d5 чёрная пешка · e5 белая пешка · h5 чёрная пешка · b4 чёрная пешка · d4 белая пешка · h4 белая пешка · b3 чёрная пешка · e3 белый король · h3 белая пешка · b2 белая пешка | f7 чёрная пешка · h7 чёрный слон · e6 чёрная пешка · f6 белая пешка · g6 чёрный король · h6 чёрная пешка · d5 чёрная пешка · e5 белая пешка · h5 чёрная пешка · b4 чёрная пешка · d4 белая пешка · h4 белая пешка · b3 чёрная пешка · e3 белый король · h3 белая пешка · b2 белая пешка | f7 чёрная пешка · h7 чёрный слон · e6 чёрная пешка · f6 белая пешка · g6 чёрный король · h6 чёрная пешка · d5 чёрная пешка · e5 белая пешка · h5 чёрная пешка · b4 чёрная пешка · d4 белая пешка · h4 белая пешка · b3 чёрная пешка · e3 белый король · h3 белая пешка · b2 белая пешка | f7 чёрная пешка · h7 чёрный слон · e6 чёрная пешка · f6 белая пешка · g6 чёрный король · h6 чёрная пешка · d5 чёрная пешка · e5 белая пешка · h5 чёрная пешка · b4 чёрная пешка · d4 белая пешка · h4 белая пешка · b3 чёрная пешка · e3 белый король · h3 белая пешка · b2 белая пешка | f7 чёрная пешка · h7 чёрный слон · e6 чёрная пешка · f6 белая пешка · g6 чёрный король · h6 чёрная пешка · d5 чёрная пешка · e5 белая пешка · h5 чёрная пешка · b4 чёрная пешка · d4 белая пешка · h4 белая пешка · b3 чёрная пешка · e3 белый король · h3 белая пешка · b2 белая пешка | f7 чёрная пешка · h7 чёрный слон · e6 чёрная пешка · f6 белая пешка · g6 чёрный король · h6 чёрная пешка · d5 чёрная пешка · e5 белая пешка · h5 чёрная пешка · b4 чёрная пешка · d4 белая пешка · h4 белая пешка · b3 чёрная пешка · e3 белый король · h3 белая пешка · b2 белая пешка | f7 чёрная пешка · h7 чёрный слон · e6 чёрная пешка · f6 белая пешка · g6 чёрный король · h6 чёрная пешка · d5 чёрная пешка · e5 белая пешка · h5 чёрная пешка · b4 чёрная пешка · d4 белая пешка · h4 белая пешка · b3 чёрная пешка · e3 белый король · h3 белая пешка · b2 белая пешка | f7 чёрная пешка · h7 чёрный слон · e6 чёрная пешка · f6 белая пешка · g6 чёрный король · h6 чёрная пешка · d5 чёрная пешка · e5 белая пешка · h5 чёрная пешка · b4 чёрная пешка · d4 белая пешка · h4 белая пешка · b3 чёрная пешка · e3 белый король · h3 белая пешка · b2 белая пешка | 5 |
| 4 | f7 чёрная пешка · h7 чёрный слон · e6 чёрная пешка · f6 белая пешка · g6 чёрный король · h6 чёрная пешка · d5 чёрная пешка · e5 белая пешка · h5 чёрная пешка · b4 чёрная пешка · d4 белая пешка · h4 белая пешка · b3 чёрная пешка · e3 белый король · h3 белая пешка · b2 белая пешка | f7 чёрная пешка · h7 чёрный слон · e6 чёрная пешка · f6 белая пешка · g6 чёрный король · h6 чёрная пешка · d5 чёрная пешка · e5 белая пешка · h5 чёрная пешка · b4 чёрная пешка · d4 белая пешка · h4 белая пешка · b3 чёрная пешка · e3 белый король · h3 белая пешка · b2 белая пешка | f7 чёрная пешка · h7 чёрный слон · e6 чёрная пешка · f6 белая пешка · g6 чёрный король · h6 чёрная пешка · d5 чёрная пешка · e5 белая пешка · h5 чёрная пешка · b4 чёрная пешка · d4 белая пешка · h4 белая пешка · b3 чёрная пешка · e3 белый король · h3 белая пешка · b2 белая пешка | f7 чёрная пешка · h7 чёрный слон · e6 чёрная пешка · f6 белая пешка · g6 чёрный король · h6 чёрная пешка · d5 чёрная пешка · e5 белая пешка · h5 чёрная пешка · b4 чёрная пешка · d4 белая пешка · h4 белая пешка · b3 чёрная пешка · e3 белый король · h3 белая пешка · b2 белая пешка | f7 чёрная пешка · h7 чёрный слон · e6 чёрная пешка · f6 белая пешка · g6 чёрный король · h6 чёрная пешка · d5 чёрная пешка · e5 белая пешка · h5 чёрная пешка · b4 чёрная пешка · d4 белая пешка · h4 белая пешка · b3 чёрная пешка · e3 белый король · h3 белая пешка · b2 белая пешка | f7 чёрная пешка · h7 чёрный слон · e6 чёрная пешка · f6 белая пешка · g6 чёрный король · h6 чёрная пешка · d5 чёрная пешка · e5 белая пешка · h5 чёрная пешка · b4 чёрная пешка · d4 белая пешка · h4 белая пешка · b3 чёрная пешка · e3 белый король · h3 белая пешка · b2 белая пешка | f7 чёрная пешка · h7 чёрный слон · e6 чёрная пешка · f6 белая пешка · g6 чёрный король · h6 чёрная пешка · d5 чёрная пешка · e5 белая пешка · h5 чёрная пешка · b4 чёрная пешка · d4 белая пешка · h4 белая пешка · b3 чёрная пешка · e3 белый король · h3 белая пешка · b2 белая пешка | f7 чёрная пешка · h7 чёрный слон · e6 чёрная пешка · f6 белая пешка · g6 чёрный король · h6 чёрная пешка · d5 чёрная пешка · e5 белая пешка · h5 чёрная пешка · b4 чёрная пешка · d4 белая пешка · h4 белая пешка · b3 чёрная пешка · e3 белый король · h3 белая пешка · b2 белая пешка | 4 |
| 3 | f7 чёрная пешка · h7 чёрный слон · e6 чёрная пешка · f6 белая пешка · g6 чёрный король · h6 чёрная пешка · d5 чёрная пешка · e5 белая пешка · h5 чёрная пешка · b4 чёрная пешка · d4 белая пешка · h4 белая пешка · b3 чёрная пешка · e3 белый король · h3 белая пешка · b2 белая пешка | f7 чёрная пешка · h7 чёрный слон · e6 чёрная пешка · f6 белая пешка · g6 чёрный король · h6 чёрная пешка · d5 чёрная пешка · e5 белая пешка · h5 чёрная пешка · b4 чёрная пешка · d4 белая пешка · h4 белая пешка · b3 чёрная пешка · e3 белый король · h3 белая пешка · b2 белая пешка | f7 чёрная пешка · h7 чёрный слон · e6 чёрная пешка · f6 белая пешка · g6 чёрный король · h6 чёрная пешка · d5 чёрная пешка · e5 белая пешка · h5 чёрная пешка · b4 чёрная пешка · d4 белая пешка · h4 белая пешка · b3 чёрная пешка · e3 белый король · h3 белая пешка · b2 белая пешка | f7 чёрная пешка · h7 чёрный слон · e6 чёрная пешка · f6 белая пешка · g6 чёрный король · h6 чёрная пешка · d5 чёрная пешка · e5 белая пешка · h5 чёрная пешка · b4 чёрная пешка · d4 белая пешка · h4 белая пешка · b3 чёрная пешка · e3 белый король · h3 белая пешка · b2 белая пешка | f7 чёрная пешка · h7 чёрный слон · e6 чёрная пешка · f6 белая пешка · g6 чёрный король · h6 чёрная пешка · d5 чёрная пешка · e5 белая пешка · h5 чёрная пешка · b4 чёрная пешка · d4 белая пешка · h4 белая пешка · b3 чёрная пешка · e3 белый король · h3 белая пешка · b2 белая пешка | f7 чёрная пешка · h7 чёрный слон · e6 чёрная пешка · f6 белая пешка · g6 чёрный король · h6 чёрная пешка · d5 чёрная пешка · e5 белая пешка · h5 чёрная пешка · b4 чёрная пешка · d4 белая пешка · h4 белая пешка · b3 чёрная пешка · e3 белый король · h3 белая пешка · b2 белая пешка | f7 чёрная пешка · h7 чёрный слон · e6 чёрная пешка · f6 белая пешка · g6 чёрный король · h6 чёрная пешка · d5 чёрная пешка · e5 белая пешка · h5 чёрная пешка · b4 чёрная пешка · d4 белая пешка · h4 белая пешка · b3 чёрная пешка · e3 белый король · h3 белая пешка · b2 белая пешка | f7 чёрная пешка · h7 чёрный слон · e6 чёрная пешка · f6 белая пешка · g6 чёрный король · h6 чёрная пешка · d5 чёрная пешка · e5 белая пешка · h5 чёрная пешка · b4 чёрная пешка · d4 белая пешка · h4 белая пешка · b3 чёрная пешка · e3 белый король · h3 белая пешка · b2 белая пешка | 3 |
| 2 | f7 чёрная пешка · h7 чёрный слон · e6 чёрная пешка · f6 белая пешка · g6 чёрный король · h6 чёрная пешка · d5 чёрная пешка · e5 белая пешка · h5 чёрная пешка · b4 чёрная пешка · d4 белая пешка · h4 белая пешка · b3 чёрная пешка · e3 белый король · h3 белая пешка · b2 белая пешка | f7 чёрная пешка · h7 чёрный слон · e6 чёрная пешка · f6 белая пешка · g6 чёрный король · h6 чёрная пешка · d5 чёрная пешка · e5 белая пешка · h5 чёрная пешка · b4 чёрная пешка · d4 белая пешка · h4 белая пешка · b3 чёрная пешка · e3 белый король · h3 белая пешка · b2 белая пешка | f7 чёрная пешка · h7 чёрный слон · e6 чёрная пешка · f6 белая пешка · g6 чёрный король · h6 чёрная пешка · d5 чёрная пешка · e5 белая пешка · h5 чёрная пешка · b4 чёрная пешка · d4 белая пешка · h4 белая пешка · b3 чёрная пешка · e3 белый король · h3 белая пешка · b2 белая пешка | f7 чёрная пешка · h7 чёрный слон · e6 чёрная пешка · f6 белая пешка · g6 чёрный король · h6 чёрная пешка · d5 чёрная пешка · e5 белая пешка · h5 чёрная пешка · b4 чёрная пешка · d4 белая пешка · h4 белая пешка · b3 чёрная пешка · e3 белый король · h3 белая пешка · b2 белая пешка | f7 чёрная пешка · h7 чёрный слон · e6 чёрная пешка · f6 белая пешка · g6 чёрный король · h6 чёрная пешка · d5 чёрная пешка · e5 белая пешка · h5 чёрная пешка · b4 чёрная пешка · d4 белая пешка · h4 белая пешка · b3 чёрная пешка · e3 белый король · h3 белая пешка · b2 белая пешка | f7 чёрная пешка · h7 чёрный слон · e6 чёрная пешка · f6 белая пешка · g6 чёрный король · h6 чёрная пешка · d5 чёрная пешка · e5 белая пешка · h5 чёрная пешка · b4 чёрная пешка · d4 белая пешка · h4 белая пешка · b3 чёрная пешка · e3 белый король · h3 белая пешка · b2 белая пешка | f7 чёрная пешка · h7 чёрный слон · e6 чёрная пешка · f6 белая пешка · g6 чёрный король · h6 чёрная пешка · d5 чёрная пешка · e5 белая пешка · h5 чёрная пешка · b4 чёрная пешка · d4 белая пешка · h4 белая пешка · b3 чёрная пешка · e3 белый король · h3 белая пешка · b2 белая пешка | f7 чёрная пешка · h7 чёрный слон · e6 чёрная пешка · f6 белая пешка · g6 чёрный король · h6 чёрная пешка · d5 чёрная пешка · e5 белая пешка · h5 чёрная пешка · b4 чёрная пешка · d4 белая пешка · h4 белая пешка · b3 чёрная пешка · e3 белый король · h3 белая пешка · b2 белая пешка | 2 |
| 1 | f7 чёрная пешка · h7 чёрный слон · e6 чёрная пешка · f6 белая пешка · g6 чёрный король · h6 чёрная пешка · d5 чёрная пешка · e5 белая пешка · h5 чёрная пешка · b4 чёрная пешка · d4 белая пешка · h4 белая пешка · b3 чёрная пешка · e3 белый король · h3 белая пешка · b2 белая пешка | f7 чёрная пешка · h7 чёрный слон · e6 чёрная пешка · f6 белая пешка · g6 чёрный король · h6 чёрная пешка · d5 чёрная пешка · e5 белая пешка · h5 чёрная пешка · b4 чёрная пешка · d4 белая пешка · h4 белая пешка · b3 чёрная пешка · e3 белый король · h3 белая пешка · b2 белая пешка | f7 чёрная пешка · h7 чёрный слон · e6 чёрная пешка · f6 белая пешка · g6 чёрный король · h6 чёрная пешка · d5 чёрная пешка · e5 белая пешка · h5 чёрная пешка · b4 чёрная пешка · d4 белая пешка · h4 белая пешка · b3 чёрная пешка · e3 белый король · h3 белая пешка · b2 белая пешка | f7 чёрная пешка · h7 чёрный слон · e6 чёрная пешка · f6 белая пешка · g6 чёрный король · h6 чёрная пешка · d5 чёрная пешка · e5 белая пешка · h5 чёрная пешка · b4 чёрная пешка · d4 белая пешка · h4 белая пешка · b3 чёрная пешка · e3 белый король · h3 белая пешка · b2 белая пешка | f7 чёрная пешка · h7 чёрный слон · e6 чёрная пешка · f6 белая пешка · g6 чёрный король · h6 чёрная пешка · d5 чёрная пешка · e5 белая пешка · h5 чёрная пешка · b4 чёрная пешка · d4 белая пешка · h4 белая пешка · b3 чёрная пешка · e3 белый король · h3 белая пешка · b2 белая пешка | f7 чёрная пешка · h7 чёрный слон · e6 чёрная пешка · f6 белая пешка · g6 чёрный король · h6 чёрная пешка · d5 чёрная пешка · e5 белая пешка · h5 чёрная пешка · b4 чёрная пешка · d4 белая пешка · h4 белая пешка · b3 чёрная пешка · e3 белый король · h3 белая пешка · b2 белая пешка | f7 чёрная пешка · h7 чёрный слон · e6 чёрная пешка · f6 белая пешка · g6 чёрный король · h6 чёрная пешка · d5 чёрная пешка · e5 белая пешка · h5 чёрная пешка · b4 чёрная пешка · d4 белая пешка · h4 белая пешка · b3 чёрная пешка · e3 белый король · h3 белая пешка · b2 белая пешка | f7 чёрная пешка · h7 чёрный слон · e6 чёрная пешка · f6 белая пешка · g6 чёрный король · h6 чёрная пешка · d5 чёрная пешка · e5 белая пешка · h5 чёрная пешка · b4 чёрная пешка · d4 белая пешка · h4 белая пешка · b3 чёрная пешка · e3 белый король · h3 белая пешка · b2 белая пешка | 1 |
|   | a | b | c | d | e | f | g | h |   |

1.Крe2! (1.Крd2? Крf5 2.Крe3 Сg8! 3.Крf3 Крg6 4.Крe3 Крh7 
 5.Крd2 Крh8 6.Крc1 Сh7 и чёрные выигрывают)

1. … Крf5 (1. … Сg8 2.Крd2!)

2.Крf3! Сg8 

3.Крe3 Крg6 

4.Крd2 Крh7 

5.Крc1 Крh8 

6.Крb1 Сh7+ 

7.Крa1! Сg8 

8.Крb1 — ничья.